# Anoplistes amoenus
Anoplistes amoenus là một loài bọ cánh cứng trong họ Cerambycidae.